# 星际虫洞之战
《星际虫洞之战》（英語：Farscape: The Peacekeeper Wars）是一部軍事科幻电视迷你剧，由Rockne S. O'Bannon和David Kemper编剧，Brian Henson导演。继原剧《星际大战》（Farscape）于2002年9月取消后，该剧旨在解答悬念，以及总括原剧中的一些元素。该剧于2004年10月17日和18日播出。Henson和其他人将《星际大战》的回归归功于粉丝们的持续运动。制作于2003年12月开始。2004年5月，现由NBC環球拥有的Sci-Fi频道宣布将播放两集结局，名为《星际虫洞之战》。
Henson将这三小时称为第4.23至4.26集，而新南威尔士电影办公室将其称为“2 × 2小时电视电影”（包括广告）。该剧的制作于2004年3月结束，除了在美国的Sci-Fi频道播出外，还计划于2005年1月16日和23日在英国Sky1频道播出，于3月8日由Five播出。《战争危机》获得了1.7的家庭尼爾森收視率，吸引了196万人次的观众，使Sci-Fi频道在那两晚的时间段内成为25-54岁和18-49岁人群中的第一非体育有线网络。 不过，收视率低于Sci-Fi频道的大多数其他迷你剧，没有显著改善。
早期的粉丝猜测希望高收视率能证明续订原剧的可行性，但由于收视率平平，续订被排除。Brian Henson曾多次表示他希望将《星际大战》传奇搬上大银幕，但多年未有进展。2005年10月，《星际大战》在美国进入聯賣阶段，播出于Superstation WGN以及各种地方、有线、卫星和广播附属频道，但在约两年后从聯賣中消失。2013年，Pivot频道开始播出整个剧集的聯賣。四年的所有剧集也曾在2016年11月之前在Netflix上提供给加拿大和美国观众。
在原剧二十周年纪念日——2019年3月19日——《星际大战》所有四季以及《星际虫洞之战》在美国、英国、加拿大、澳大利亚、新西兰、斯堪的纳维亚国家及全球其他多个国家的Amazon Prime Video上上线。

## 剧情
在远离John Crichton和Aeryn Sun在原剧结尾悬念中被晶化的水世界的地方，Scorpius指挥的和平者舰队和皇帝Staleek指挥的Scarran舰队展开了战斗。由于Scorpius未经授权的行动，和平者和Scarran之间的战争已经开始，并且为了赢得战利品——John Crichton，其脑中包含了将虫洞转化为大规模杀伤性武器的知识——战争将愈演愈烈。与此同时，Rygel在“Bad Timing”事件后两个月从海底小心取回Crichton和Aeryn的晶化成分，两人被之前将他们“晶化”的种族复原。Scorpius感知到Crichton的复苏，带着Sikozu乘坐指挥舰前往水星球，撤出战斗。
原来，水世界是Eidelon人的最后一个前哨站，这个种族曾利用他们的共情能力促进和平。自从12000年（或“周期”）前他们的故乡Arnessk变得无法居住后，幸存的一名Eidelon人已经忘记了如何使用他们的能力。Ka D'Argo揭示了Moya号船员在Arnessk发现并复苏了那名Eidelon人。两名Eidelon人，其中一个是士兵，被选中与复苏的Eidelon人联系，他们登上了Moya号，Scorpius则到达了轨道。Noranti留在水世界上教育Eidelon后代他们丧失的文化。由于和平者和Scarran之间的持续战争，Scorpius和Sikozu陪伴船员，提供了他们需要的离开和平者领土的密码。
Aeryn怀有Crichton的孩子，但当她被复原时体内没有迹象显示有着宝宝。原来，当Rygel吞下他们的晶化颗粒时，胎儿的颗粒留在了他体内，现在胎儿正在他体内成长。在和平者空间边缘，Moya被和平者雇佣的Tragan赏金猎人用魚叉攻击，登船搜索离开他们领土的船只。经过一场枪战后，Tragan人被击退，同时Moya准备跃迁到Arnessk。
在星球上，他们与之前的船员Jool一同进入Eidelon神庙。然而，Hierarch不愿意帮助他们，直到他亲自见到他的后代。Hierarch透露，Aeryn的种族Sebacean是从地球带来的早期人类，27,000个周期前被基因工程改造，在Eidelon人离开该区域后担任和平者。当Eidelon人进入暫停生命时，由于缺乏他们的调节影响，和平者变成了一个军事扩张主义帝国。
在Hierarch登上飞船，与他的后代在以前是Banik奴隶的Stark的陪同下见面后，Staleek的Scarran Decimator赶来摧毁了神庙和其中的一切，包括Jool。Moya受到摧毁威胁，除Pilot外的所有人都必须离开。D'Argo和Chiana乘坐他的飞船Lo'La（配备隐身装置）寻求帮助，而其他人则转移Scarran人的注意力趁机进入他们的飞船。在Lo'La上，Chiana和D'Argo检查了Decimator，发现了结构中的弱点。然而，他们还没能利用这一知识，Scarran人就发现了Chiana和D'Argo，Lo'La被摧毁，其他人则被Scarran人俘获。在太空中漂浮的Chiana和D'Argo被他疏远的儿子Jothee救援，他带来了Luxan战士的飞船。D'Argo与他的儿子分享了他对Decimator的发现。
在Scarran的热探测器下，Crichton抗议他无法向Staleek提供他寻求的虫洞武器知识。为了证明这一点，他带Staleek登上Farscape One，通过虫洞去见名为爱因斯坦的外星人，他是Ancient种族的一员，这个种族将知识植入了Crichton的脑中。在那里，Staleek相信Crichton的知识里面并没有武器的制造，并且Crichton警告他，知识的这种使用将对宇宙产生灾难性的后果。
当Staleek和Crichton返回Scarran Decimator时，他看起来被说服了，并且在Eidelon Hierarch的微妙影响下，倾向于努力结束与和平者的战争。然而，战争部长Akhna射杀了Hierarch并清除了Staleek的记忆，他愤而离开，Stark则利用自己的本质吸收能力将Hierarch的力量存储在自己体内。这时Staleek释放了防腐气体，Rygel因此遭遇抽搐，迫使Crichton将胎儿转移回Aeryn。
Crichton帮助Sikozu攀附在气体上方的天花板上，以便她释放火焰点燃气体，炸开了他们的囚禁室，同时Luxan人也开始了攻击。他们逃离Scarran人，重新登上Moya，启动跃迁。登上Moya后，Scorpius试图说服Crichton将虫洞知识交给和平者。Crichton愤怒地表示，他不想把知识给和平者、Scarran人或任何人。他唯一关心的是Aeryn和他们即将出生的孩子，但为了能在一个安全的银河系中生存，他可能不得不采取绝望的措施。他驾驶Farscape One回去见爱因斯坦，爱因斯坦解锁了他需要的知识。Moya返回水世界，以便Stark可以将Hierarch的知识传递给那里的Eidelon人。
水世界变成了和平者和Scarran人之间的战场，Moya被卷入交火中。Moya寻找到最接近的避难所——海底。Moya的内部传感器受损，并且开始进水，同时开始搜寻Stark和他所拥有的知识。发现在Scarran船上吸收的个性让他既恐惧又惊讶之后，Moya的船员乘坐运输舱到达地面。
他们发现Eidelon城市处于围攻下，仅存少数幸存者。在围攻期间，Scorpius发现Sikozu一直在将他们的位置传递给Scarran人，以换取承诺释放她的人民免于奴役。Scorpius把她留下，而Moya的船员以及Scorpius的和平者部队残余，奋力突破Scarran人的防线。
战斗中，Aeryn开始分娩，生下一个男婴。与此同时，Jothee和Noranti正在从烧毁的城市中救出Eidelon幸存者。Stark设法将Hierarch的知识转移给了Eidelon女祭司Muoma，希望有了这些知识，幸存的Eidelon人能带来和平，但当他们回到Moya时，却被Akhna的部队伏击。Aeryn设法击毙了Akhna，防止她杀死Crichton，但D'Argo被Scarran的矛重伤。他留在后面掩护他们撤退，直到活船Moya将其他人救出。
毒死了情人Grand Chancellor Maryk之后，Commandant Mele-On Grayza现已掌握和平者舰队，与水星上的Scarran舰队对峙。在Rygel和Scorpius的警告声中，Crichton坐上了一把精神投影椅，使用解锁的虫洞知识向对方展示他们一直要求的东西：虫洞武器。
在水星球上空，一个小虫洞出现。最初大家都不以为然，但虫洞开始指数级扩展，吸引并摧毁了几艘Scarran和和平者的船只，接着是附近的星球。
众人被虫洞的引力牵制，Crichton向各方广播，这就是虫洞武器的代表——不是和平，也不是战争，而是彻底的毁灭。他告诉愈发震惊和恐惧的观众，这单一的虫洞武器将继续膨胀，不仅会摧毁整个太阳系和整个银河系，还将摧毁整个宇宙。Moya的船员反对，但他讽刺地提醒他们，即使是他们也一直在要求这个。他提醒大家，武器无法带来和平，和平是由人来创造的。他向两个敌对舰队提出选择：达成协议，或者他将让虫洞继续膨胀，吞噬一切存在。Commandant Grayza和极不情愿的皇帝Staleek最终同意停战，接受Eidelon的调解。Crichton关闭了虫洞，同时爱因斯坦将所有的虫洞武器知识从他的脑中移除（Harvey在临终前提到），但随后陷入了昏迷状态。
和平条约签署时，Aeryn守护着Crichton的尸体。Chiana决定跟随Rygel回到Hyneria，Rygel将在那里重新登上王位，以克服对D'Argo去世的悲痛。Stark在Crichton的床边跪下表示感谢，最后一次摘下他的半脸面具，因为他终于在内心中达到了和平——（那一侧的面部现在已经愈合，只剩下伤疤）。Harvey这位神经克隆体最终“去世”；因为爱因斯坦已经将所有的虫洞武器知识从Crichton的脑中移除，他不再有存在的理由。由于虫洞知识已经从Crichton的脑中移除，Scorpius不再需要继续追捕他，于是他告别后放任自己离开。Aeryn不愿以失去Crichton为代价面对儿子，她把婴儿放在Crichton身旁（希望这能唤醒他），他果然很快“醒来”，自豪地抱住儿子，看到这一幕的Aeryn感动得泪水盈眶。在Moya上，Crichton和Aeryn宣布他们为儿子选择了一个象征力量和勇气的名字：D'Argo Sun-Crichton。他们向儿子展示广阔的星空，希望他永远不要经历战争。Crichton说道：“这是你的游乐场。”

## 演员
- John Crichton – 本·布勞德
- Aeryn Sun – 克勞蒂亞·布雷克
- Ka D'Argo – Anthony Simcoe
- Chiana – Gigi Edgley
- Scorpius/Harvey – Wayne Pygram
- Rygel – Jonathan Hardy（配音）
- Pilot – Lani Tupu（配音）
- Sikozu – Raelee Hill
- Stark – 保罗·戈达德
- Noranti – Melissa Jaffer；Amanda Wenban
- Braca – David Franklin
- Commandant Grayza – Rebecca Riggs
- War Minister Ahkna – Francesca Buller
- Jothee – Nathaniel Dean
- Jool – Tammy MacIntosh
- 爱因斯坦 – John Bach
- Grunchlk – 修·基斯-拜倫
- Muoma – Sandy Gore
- Yondalao – Ron Haddrick
- Maryk – Linal Haft
- Pikal – Stephen James King
- Caa'ta – Tim McCunn
- Sgt. Learko/Lt. Jatog – John Adam
- Peacekeeper Captain – Kim De Lury
- Scarran doctor – Judi Farr

## 家庭媒体发行
该剧已经在美国和英国由狮门娱乐和The Contender Entertainment Group分别发行DVD，在澳大利亚也有发行。美国版本将两部分剪辑为一部三小时的电影，而英国版本则是双碟套装，每碟一部。两种版本都收录制作花絮纪录片，而删除场景仅在英国碟中提供。澳大利亚版本只有一张碟，没有额外内容。2014年，发行商Alive发布了德国全区蓝光版，名为“Farscape: Season Five- The Peacekeeper Wars”，次年，其他蓝光版本也在英国和澳大利亚发行。截至2015年，北美还没有关于该剧蓝光发行的消息。